# Fuscoporia
Genre
Fuscoporia est un genre de champignons de la famille des Hymenochaetaceae.

## Liste d'espèces
Selon Catalogue of Life (17 octobre 2013) :
- Fuscoporia altocedronensis
- Fuscoporia bifurcata
- Fuscoporia callimorpha
- Fuscoporia contigua
- Fuscoporia discipes
- Fuscoporia ferrea
- Fuscoporia ferruginosa
(syn. Phellinus ferruginosus)
- Fuscoporia flavomarginata
- Fuscoporia formosana
- Fuscoporia longisetulosa
- Fuscoporia punctata
- Fuscoporia rhabarbarina
- Fuscoporia senex
- Fuscoporia setifera
- Fuscoporia torulosa
- Fuscoporia undulata
- Fuscoporia wahlbergii
- Fuscoporia yunnanensis

Selon NCBI (17 octobre 2013) :
- Fuscoporia callimorpha
- Fuscoporia cinchonensis
- Fuscoporia contigua
- Fuscoporia discipes
- Fuscoporia ferrea
- Fuscoporia ferruginosa
- Fuscoporia formosana
- Fuscoporia gilva
- Fuscoporia montana
- Fuscoporia palmicola
- Fuscoporia rufitincta
- Fuscoporia senex
- Fuscoporia torulosa
- Fuscoporia viticola
- Fuscoporia wahlbergii